# Moorrege

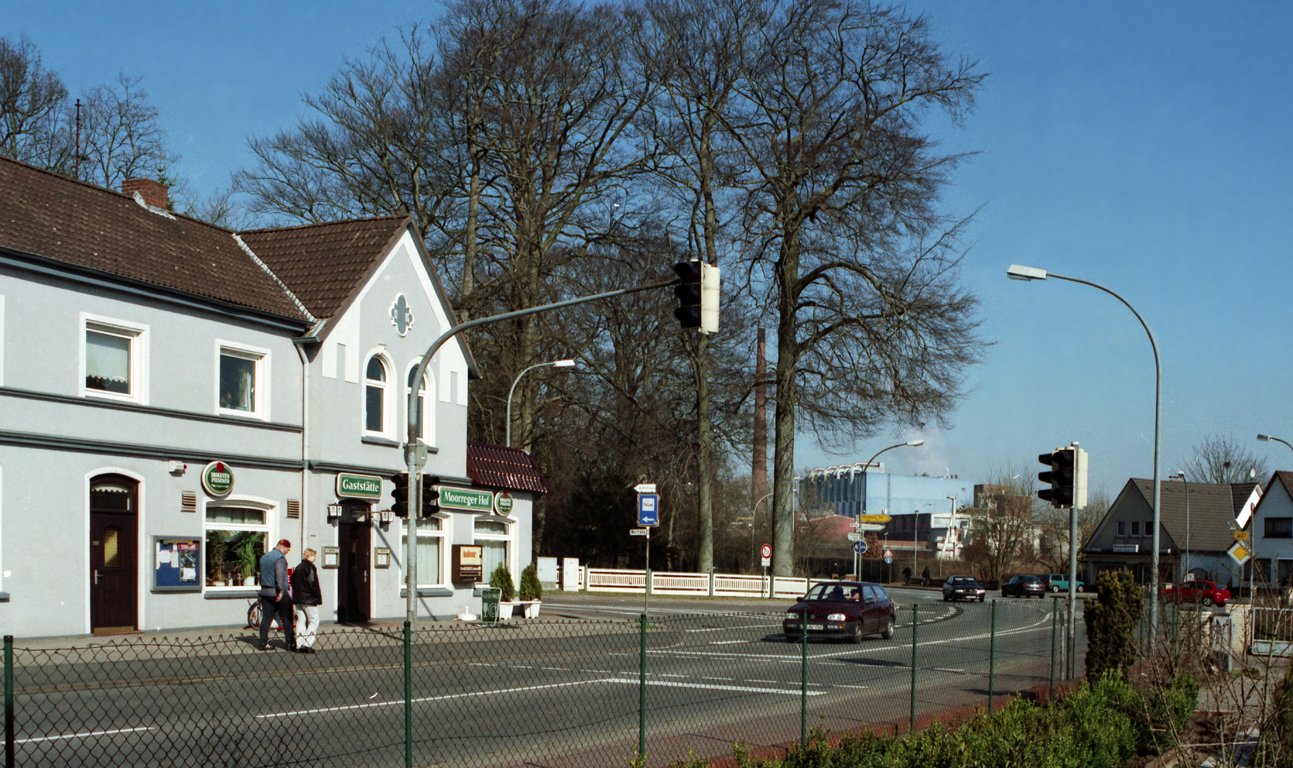
Wedeler Chaussee – Richtung Uetersen

Moorrege (niederdeutsch: Moorreeg) ist eine Gemeinde im Kreis Pinneberg in Schleswig-Holstein. Die Ortsteile Bauland, Heidrege, Klevendeich, Moorrege und Oberglinde gehören zum heutigen Gemeindegebiet. Die Ortsteile Bauland und Klevendeich liegen in der Haseldorfer Marsch, die Ortsteile Heidrege, Moorrege und Oberglinde befinden sich hingegen auf der Geest und sind im Laufe des 20. Jahrhunderts zusehends miteinander verschmolzen.

## Geografie und Verkehr
Moorrege liegt an der Pinnau und grenzt an die Stadt Uetersen und die Gemeinden Appen, Heist, Haselau und Neuendeich. Die Bundesstraße 431 und der historische Ochsenweg führen durch die Gemeinde. Durch mehrere Buslinien (489, 589, 6663) ist Moorrege direkt mit den Städten Pinneberg, Uetersen, Wedel und Elmshorn sowie mit der Haseldorfer Marsch verbunden.

## Geschichte
Moorrege wurde 1285 erstmals urkundlich erwähnt. Damals hieß der Ort „Mor“, was sich vermutlich auf die moorige Umgebung bezieht. Der Name Moorrege bedeutet „Reihe von Häusern am Moor“. Der frühbronzezeitliche Grabhügel De Danzenbarg an der Pinnau ist einer der frühesten Hinweise zur Besiedlung auf dem Gemeindegebiet.
Im Uetersener Kirchenbuch wird der Ort 1712 als „Mohrrege“ erwähnt.
Am 1. April 1948 wurde das Amt Uetersen-Land gegründet und 1953 in Amt Moorrege umbenannt. Gleichzeitig wurde die Amtsverwaltung nach Moorrege verlegt.
Die St.-Michael-Kirche in Moorrege wurde 1960 fertiggestellt.

## Wirtschaftsgeschichte
Im Jahre 1803 hatte Moorrege 578 Einwohner; ihre Zahl stieg bis 1910 auf etwa 1700 an. Grund dafür war im Wesentlichen die Schaffung von Arbeitsplätzen durch die Alsen-Zementfabrik, die bis 1930 hier ansässig war. Diese übernahm auch die Glinder Tonkuhlen, aus denen schon im 13. Jahrhundert Tonerde gewonnen wurde. Daher bestand auch lange eine Ziegelei. Zwei Schiffswerften an der Pinnau, eine davon die Werft Johan Hinrich Jacobs von 1898 bis 1960, waren lange in Moorrege ansässig. Auf der J. H. Jacobs Werft im heutigen Werftweg lief 1909 mit 64 Tonnen Nutzlast einer der größten Ewer, die „Petrine“, vom Stapel. Die Verbindung mit dem Wasser ist noch aufrechterhalten durch die hier beheimateten Küstenschifffahrtsbetriebe.

## Politik

### Gemeindevertretung
Bei der Kommunalwahl am 14. Mai 2023 wurden insgesamt 17 Sitze vergeben. Von diesen erhielt die CDU acht Sitze, die Freie Wählergemeinschaft Moorrege e. V. erhielt sechs Sitze und die Grünen erhielten drei Sitze.

### Wappen
Blasonierung: „Durch einen silbernen Wellenbalken von Schwarz und Grün schräglinks geteilt. Vorn fünf 2 : 2 : 1 gestellte goldene Kugeln, hinten ein gestürzter goldener Anker unter einem vierspeichigen goldenen Maschinenrad.“
Die Einführung des Wappens für die Gemeinde Moorrege wurde am 28. Oktober 1993 durch das Innenministerium des Landes Schleswig-Holstein genehmigt. Die schwarze Farbe zeigt den Bezug zur ursprünglichen Bezeichnung „Häuserreihe am Moor“. Die fünf Kugeln symbolisieren die Ortsteile Bauland, Heidrege, Klevendeich, Moorrege und Oberglinde. Der Fluss Pinnau – am Ortsrand von Moorrege gelegen – wird durch den Wellenbalken dargestellt. Die grüne Farbe symbolisiert die Landwirtschaft, der Anker den jahrhundertelangen Schifffahrtsverkehr und das Maschinenrad die Industrie als Erwerbszweig. Das Wappen wurde von der Moorreger Künstlerin Inge Monshausen entworfen.

## Kultur und Sehenswürdigkeiten
Ein besonderer Blickfang mit dem großen Park ist auch heute noch das um 1870 von Detlef Lienau erbaute Landhaus, das sogenannte Schloss Düneck. Ebenso befindet sich im Ortsteil Klevendeich die zweitälteste funktionstüchtige Drehbrücke Deutschlands, die Drehbrücke Klevendeich von 1887, die den Fluss Pinnau überquert. Die Nordgrenze der Gemeinde verläuft in der Mitte des Flusses Pinnau. Dieser und die Uferbereiche sind Teil des europäischen NATURA 2000-Schutzgebietes FFH-Gebiet Schleswig-Holsteinisches Elbästuar und angrenzende Flächen. Große Teile des Gemeindegebietes liegen in den Landschaftsschutzgebieten „LSG des Kreises Pinneberg“, „Pinneberger Elbmarschen“, „Mittlere Pinnau“ und „Holmer Sandberge und Moorbereiche“.

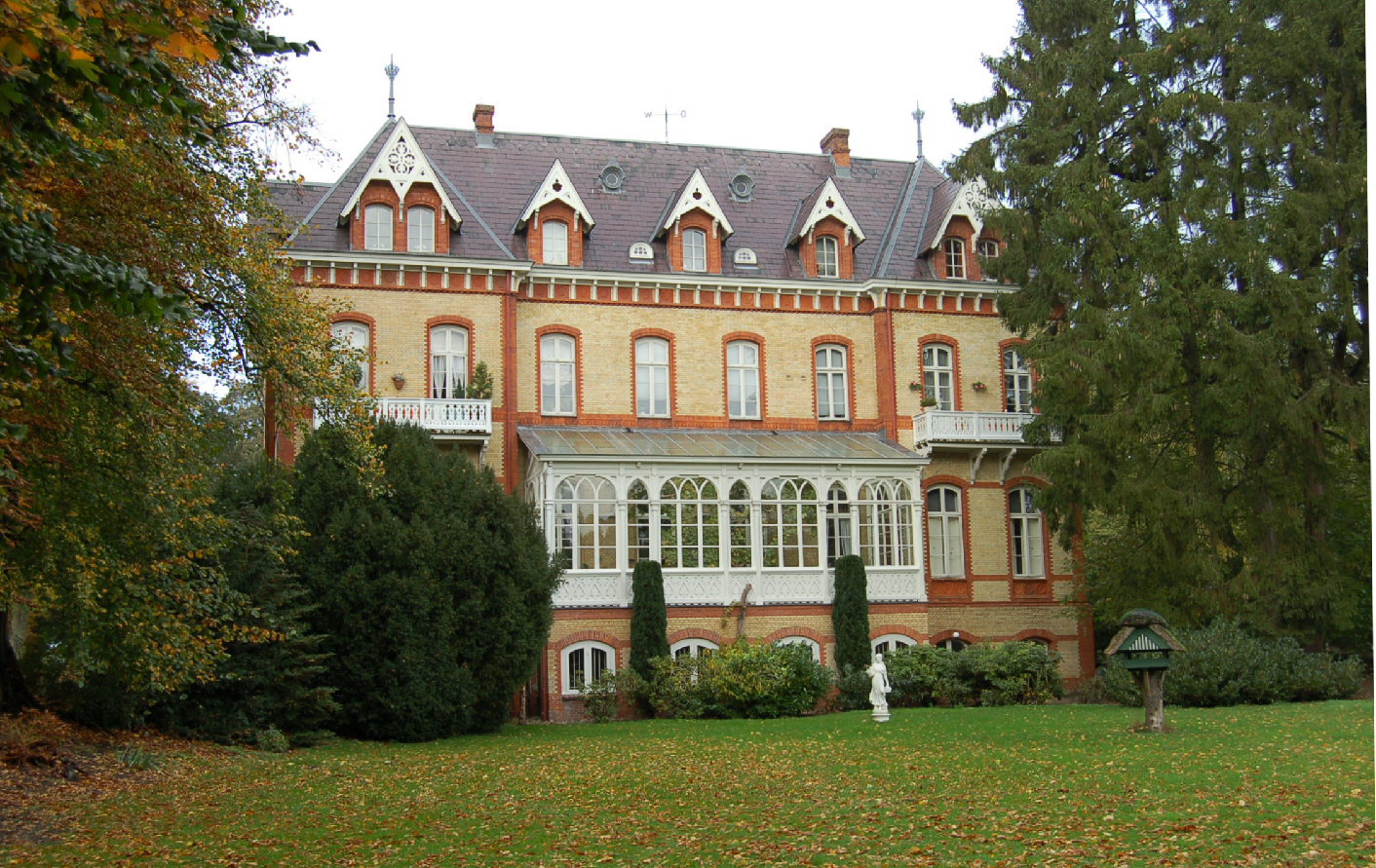
Schloss Düneck, Straßenansicht, erbaut 1871
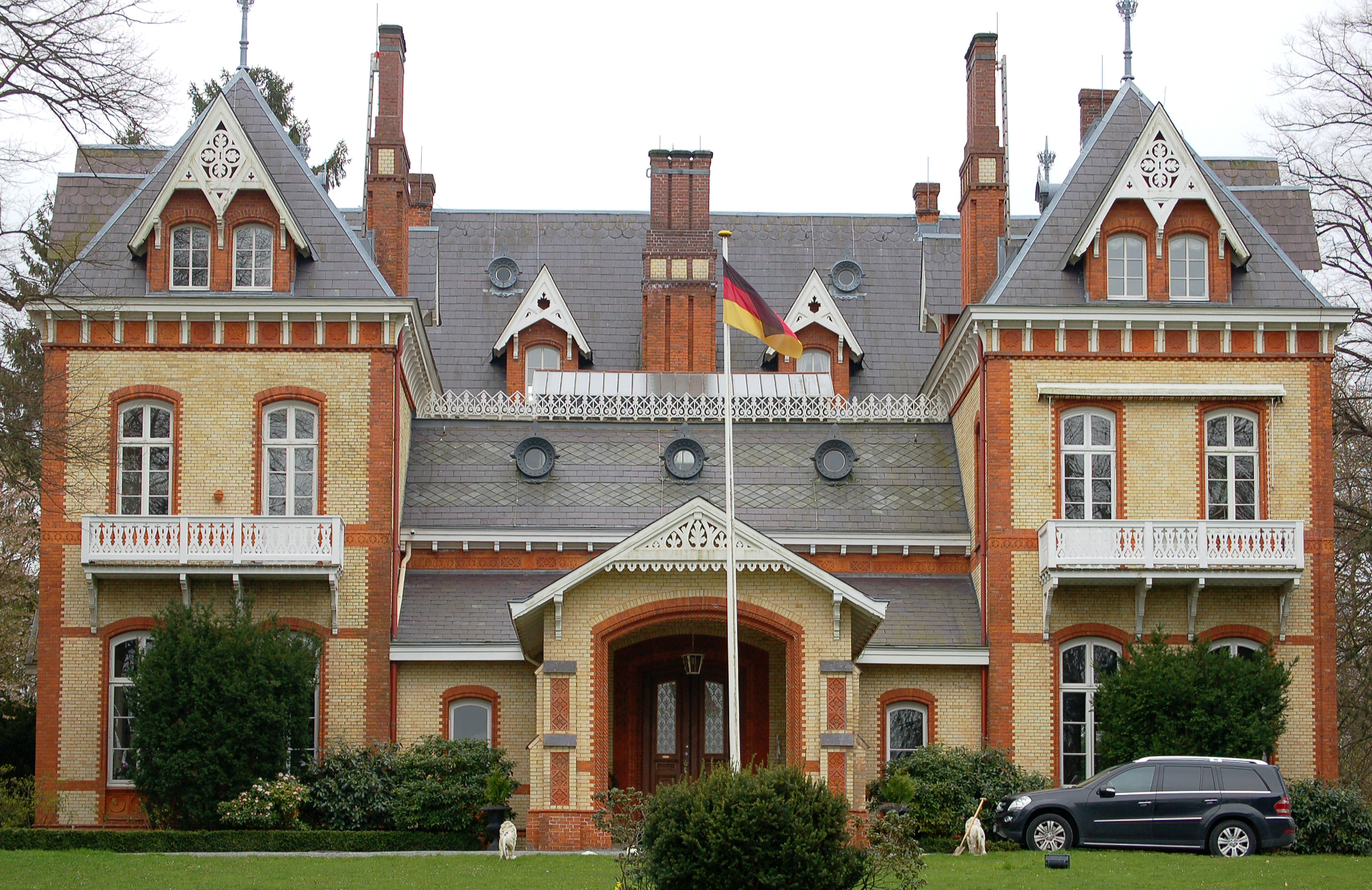
Vorderansicht
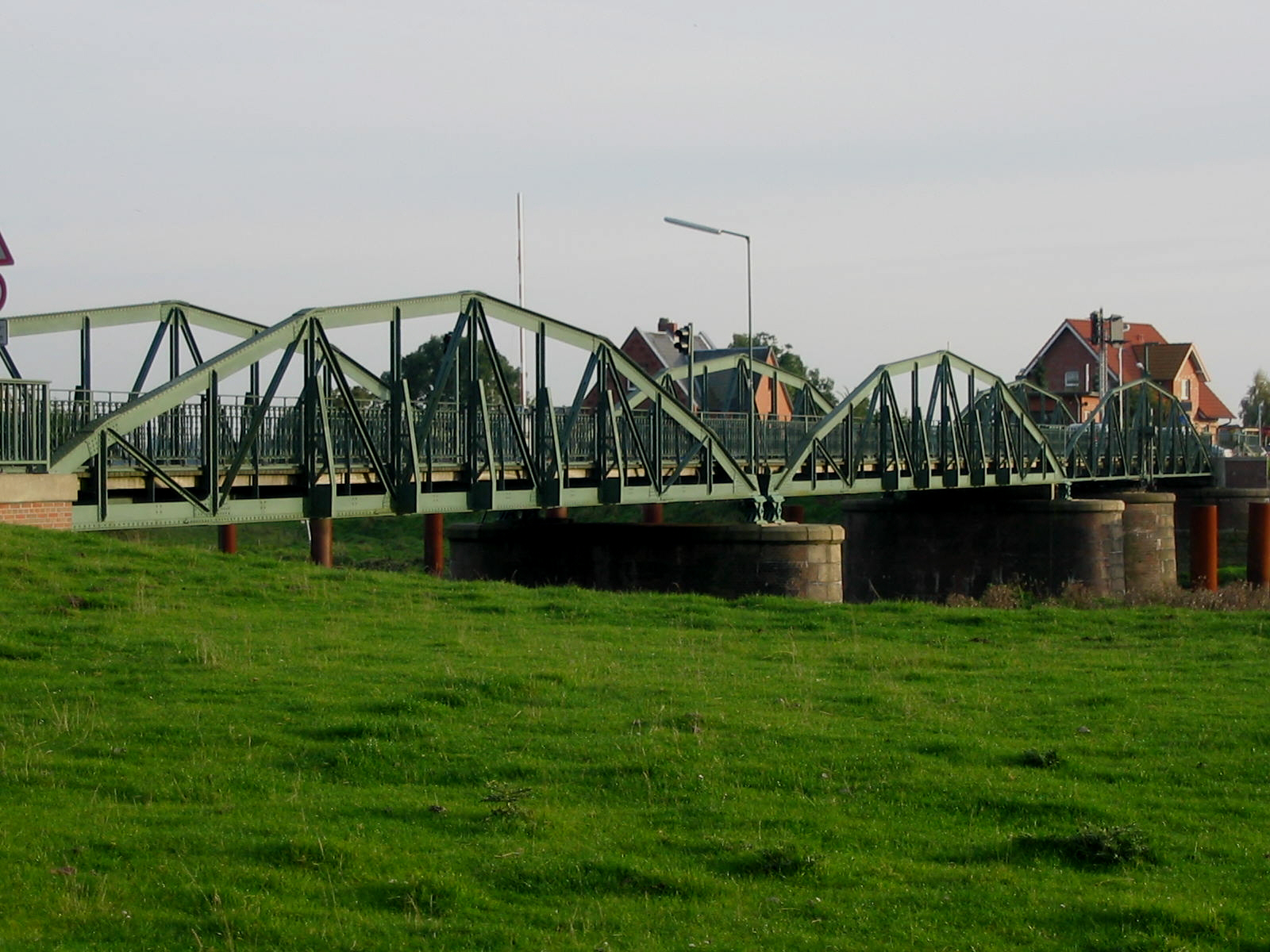
Drehbrücke in Klevendeich, erbaut 1887
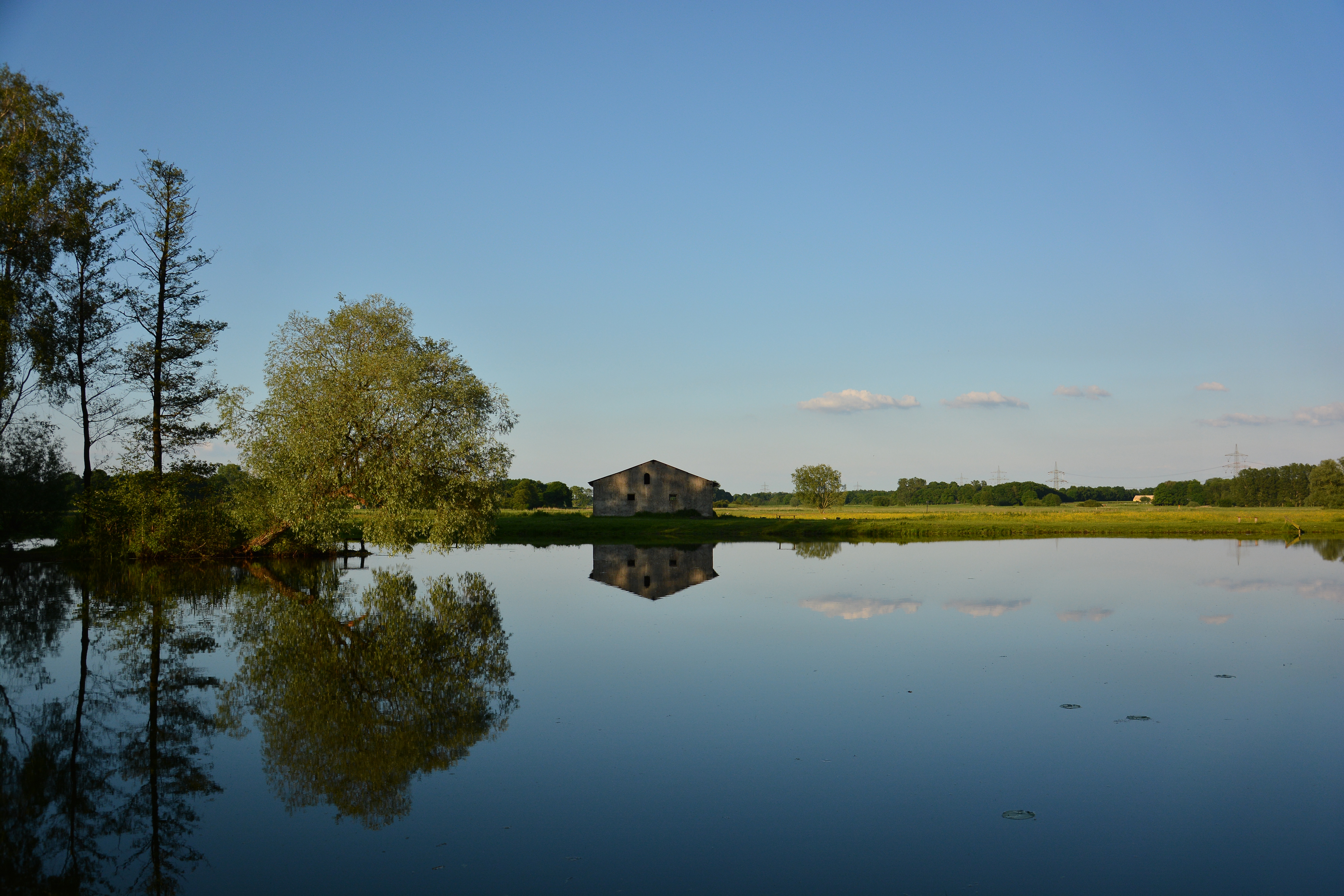
LSG Mittlere Pinnau

## Weitere historische Bauten

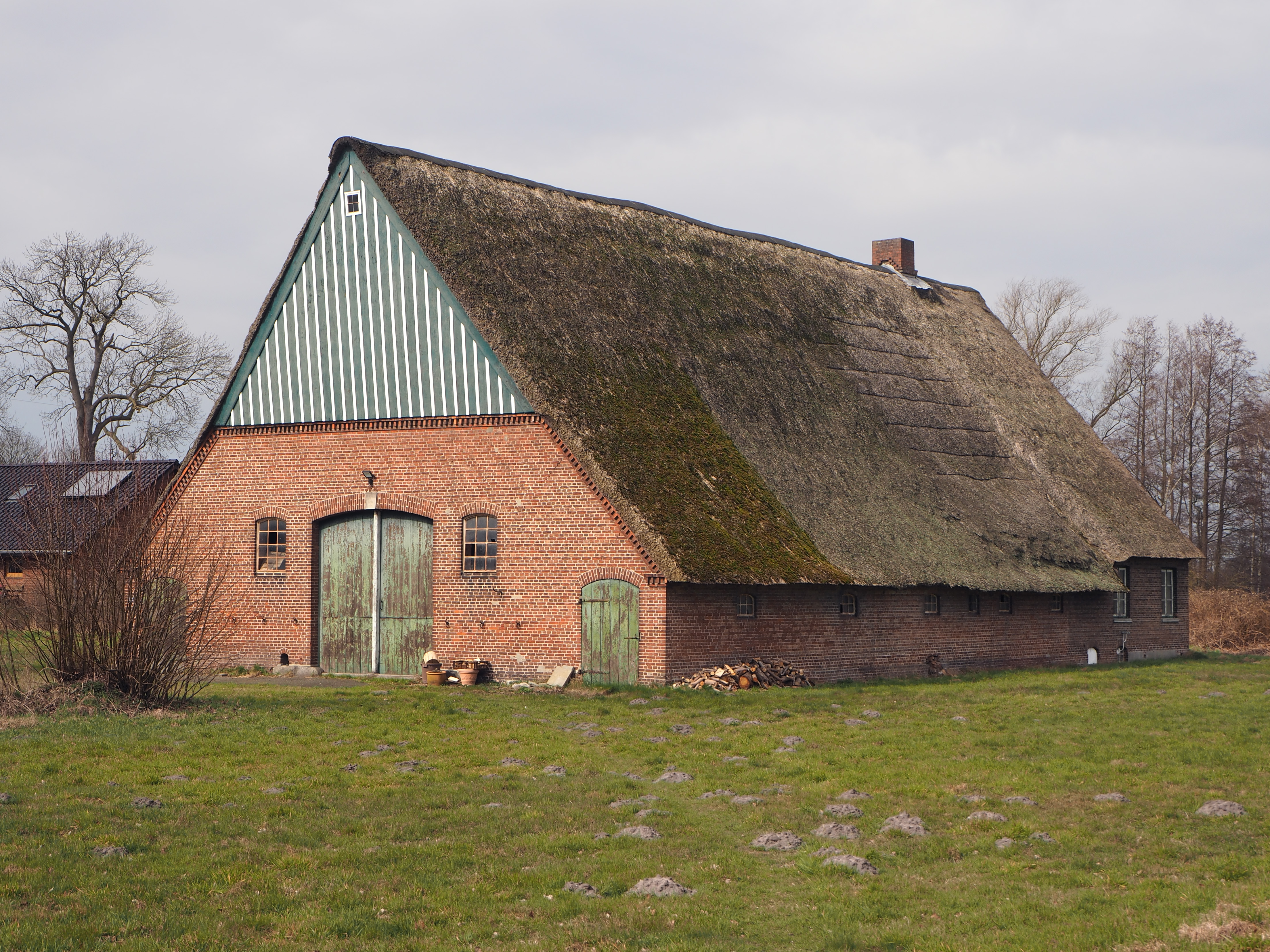
Fachhallenhaushaus am Haselweg 2 Kern um 1800
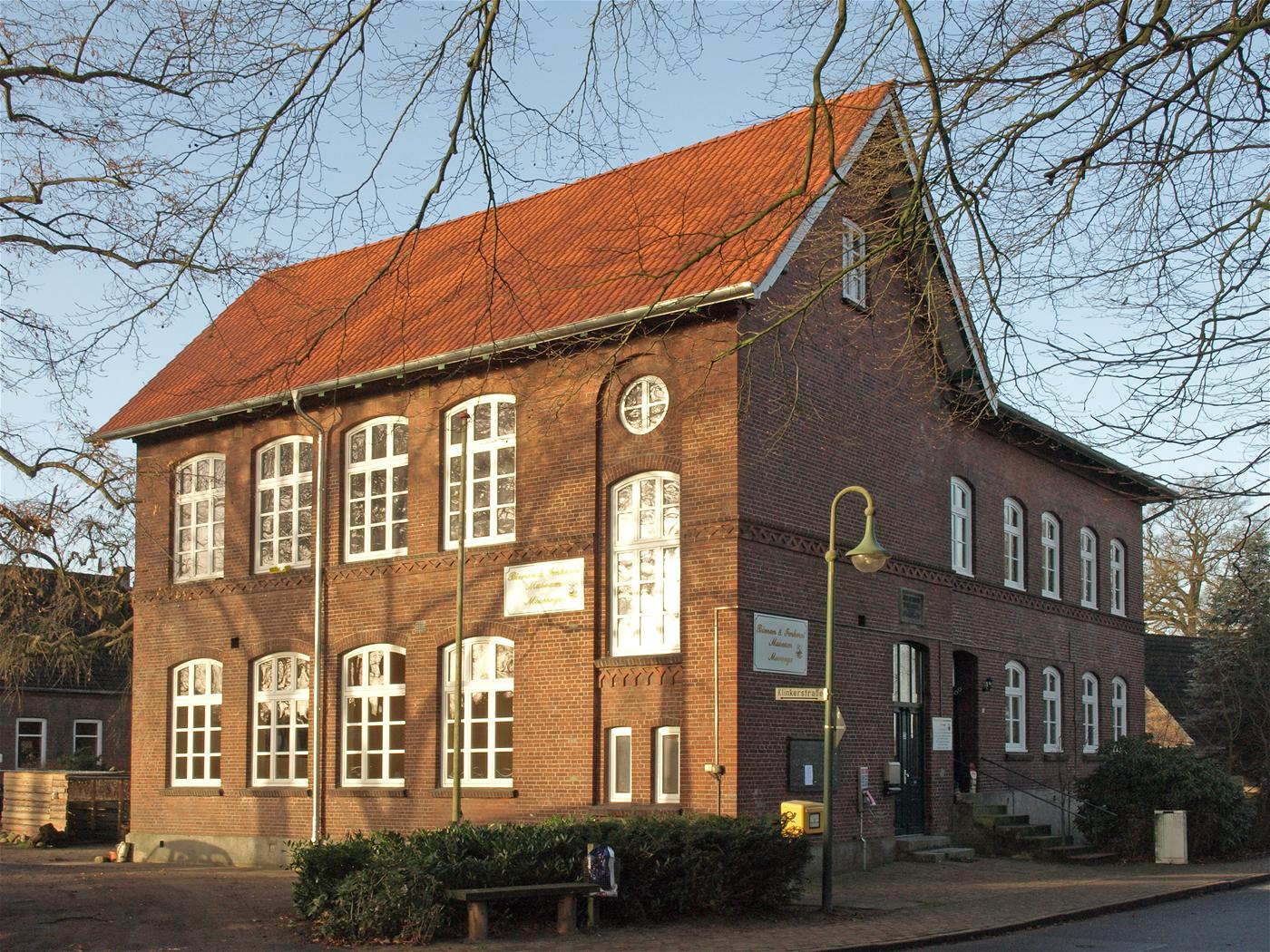
Ehemalige Schule an der Klinkerstraße, erbaut 1896
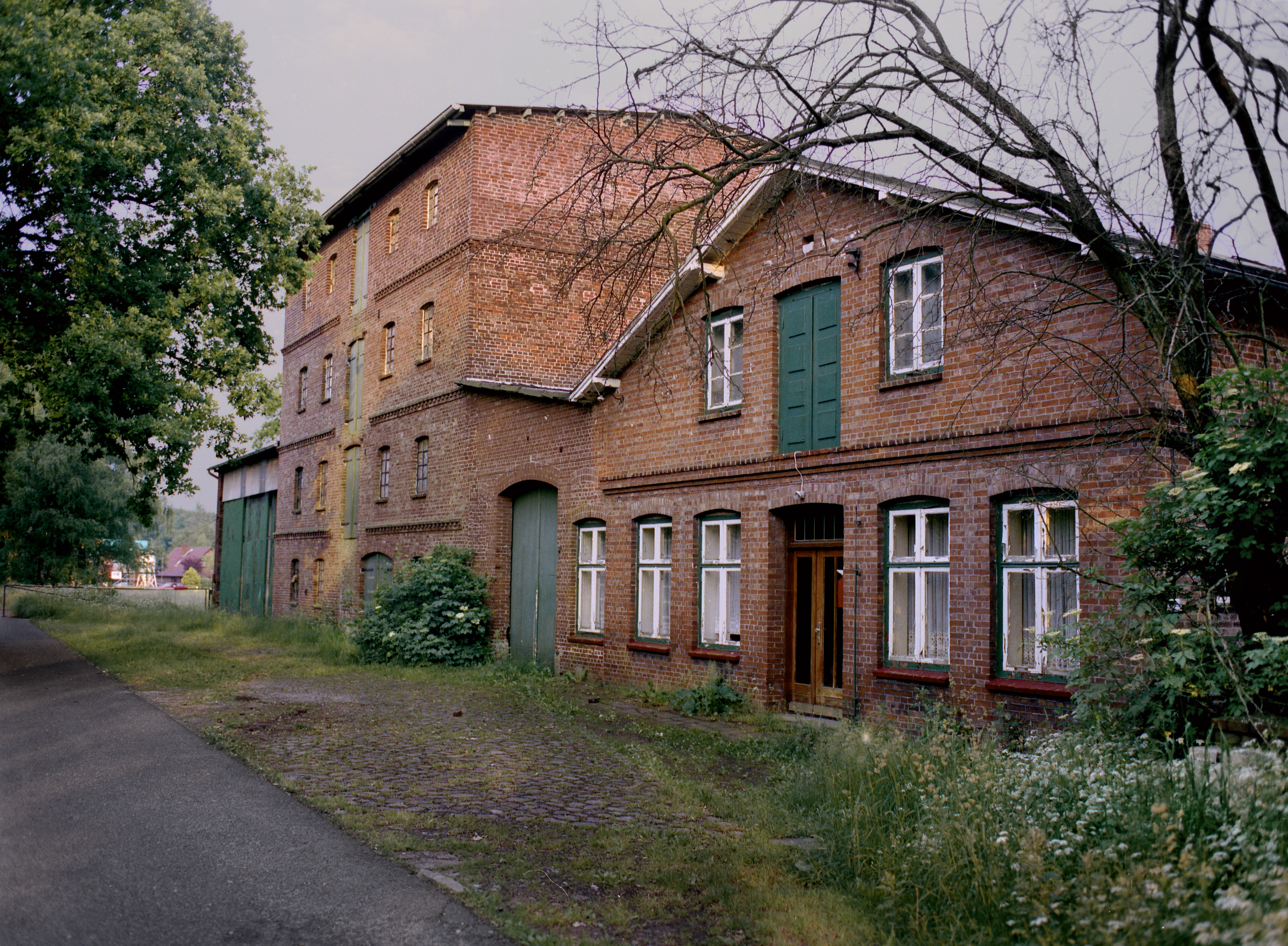
Ehemalige Sieverssche Mühle am Mühlenweg, 1998 abgerissen
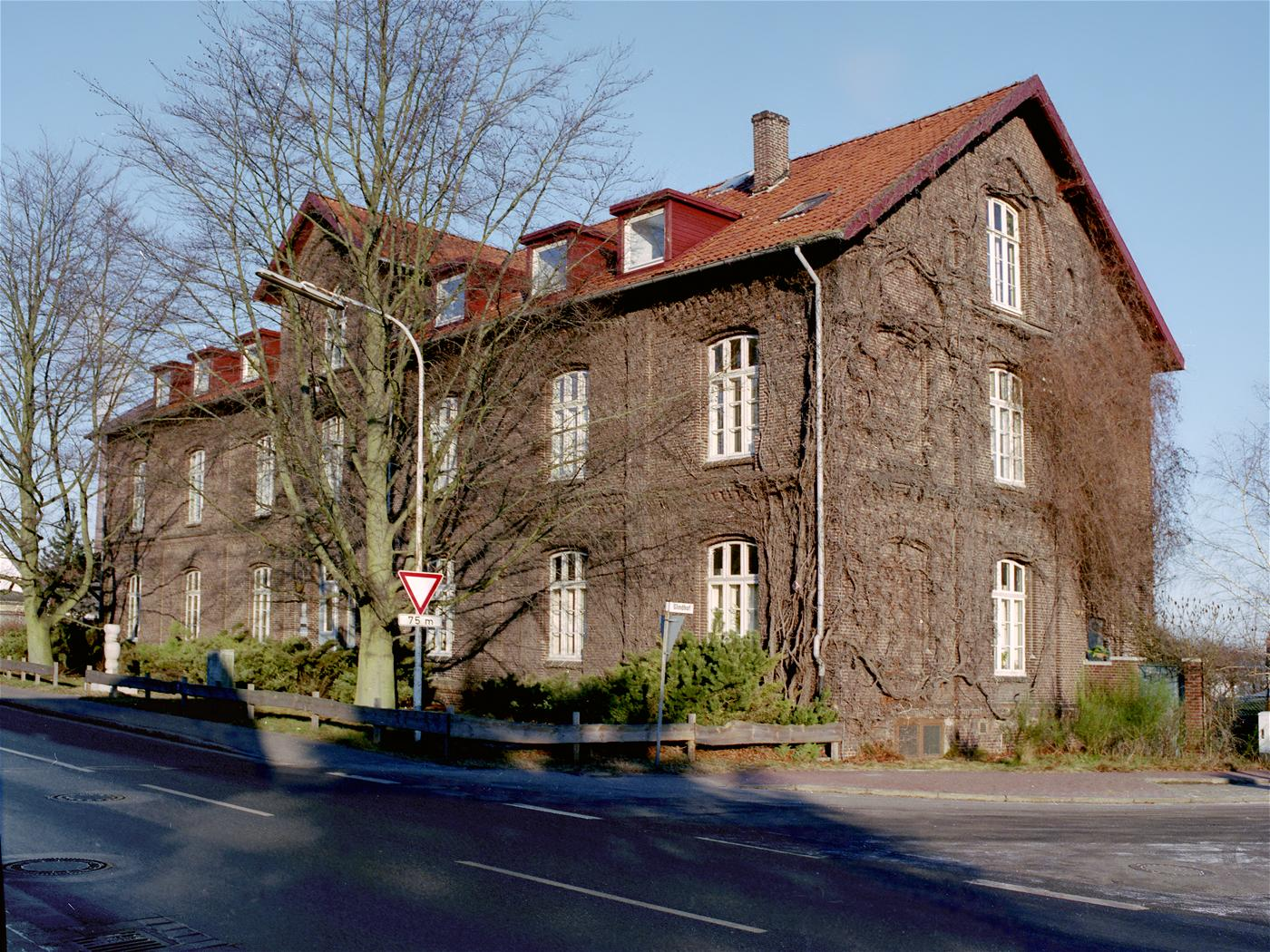
Ehemaliges Wohnheim der Alsen-Werke, erbaut im 19. Jahrhundert
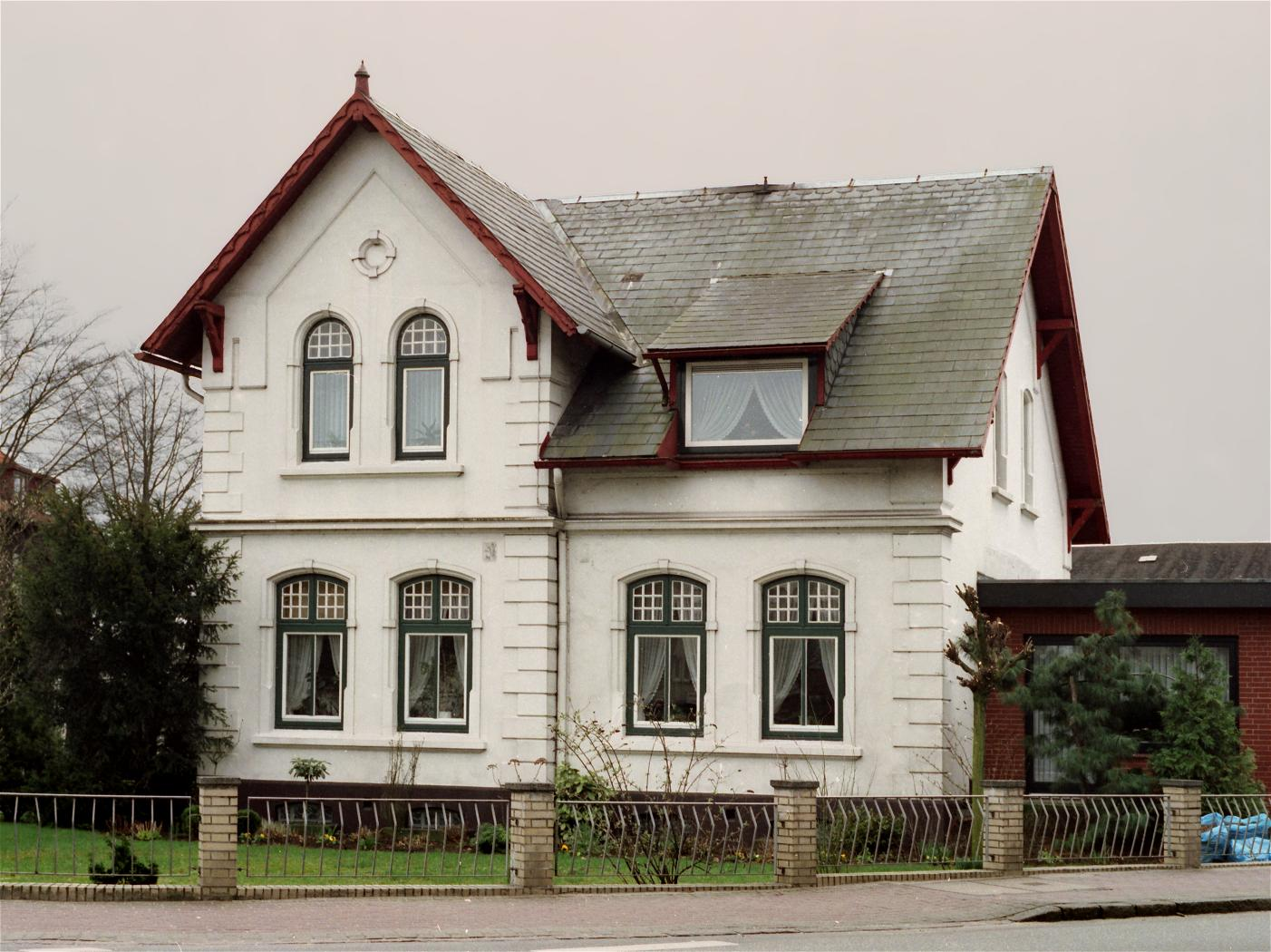
Villa Witt, erbaut um 1900, abgerissen 2020
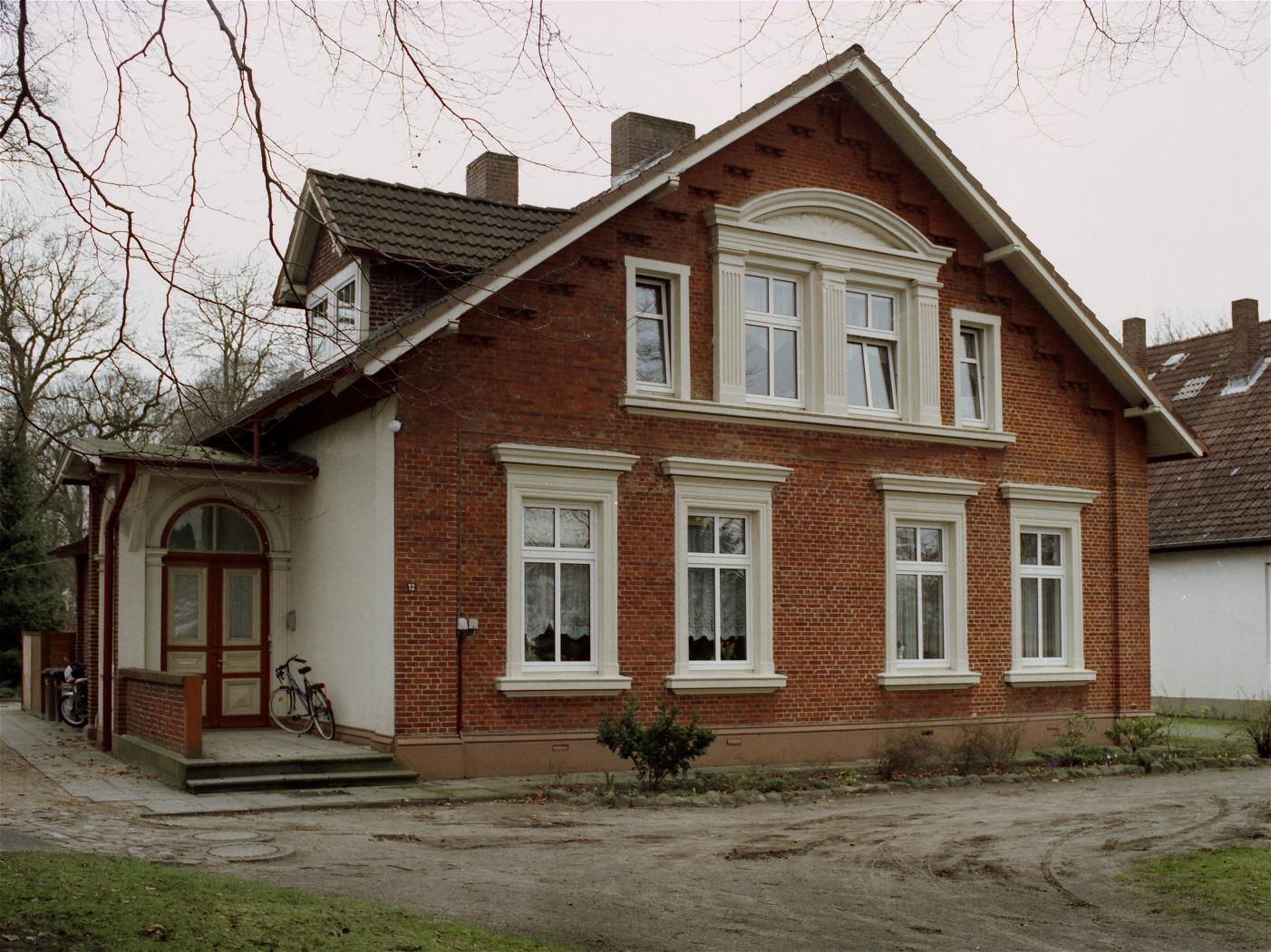
Villa an der Moorreger Chaussee
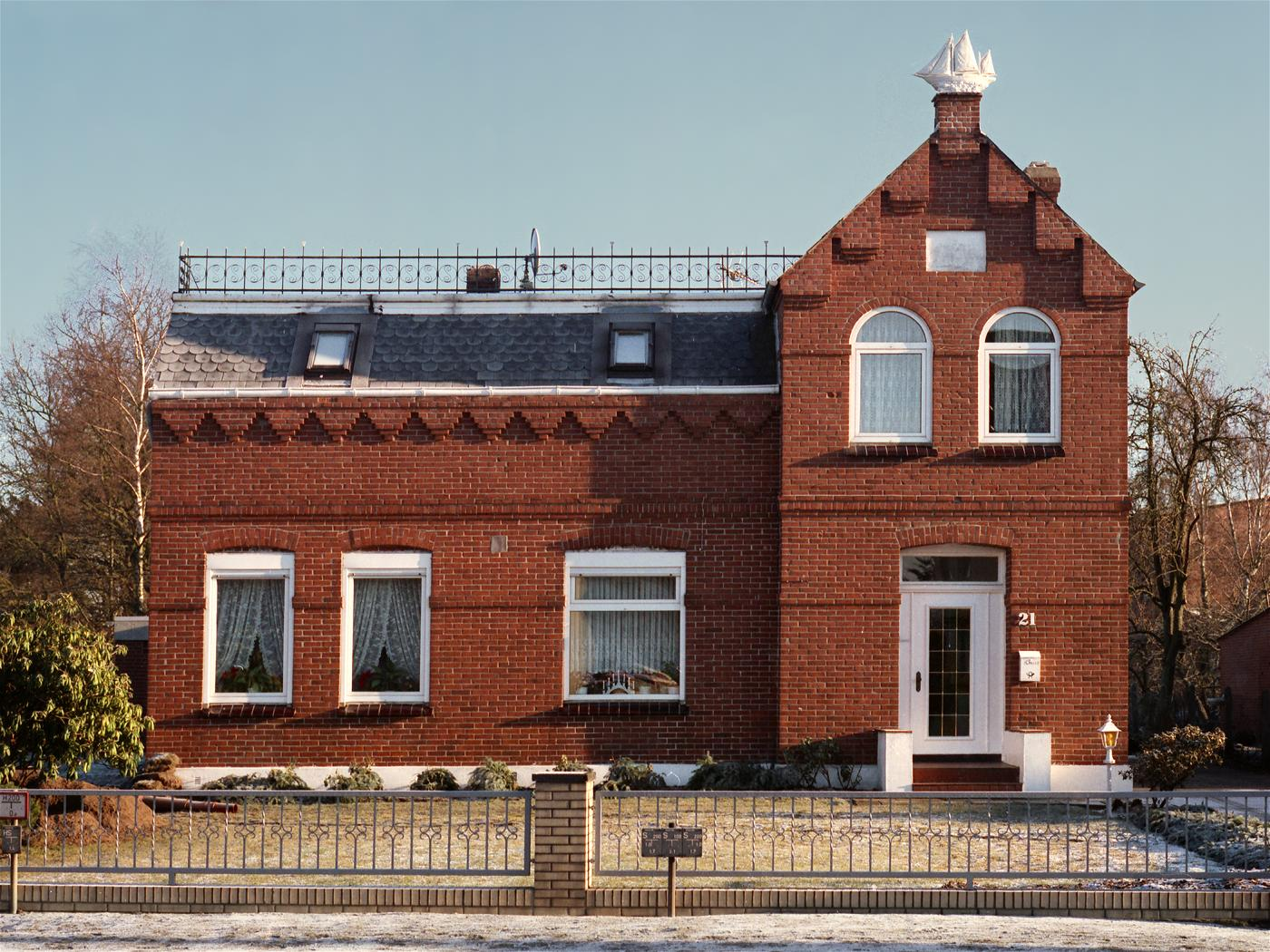
Wohnhaus an der Wedeler Chaussee

## Einrichtungen

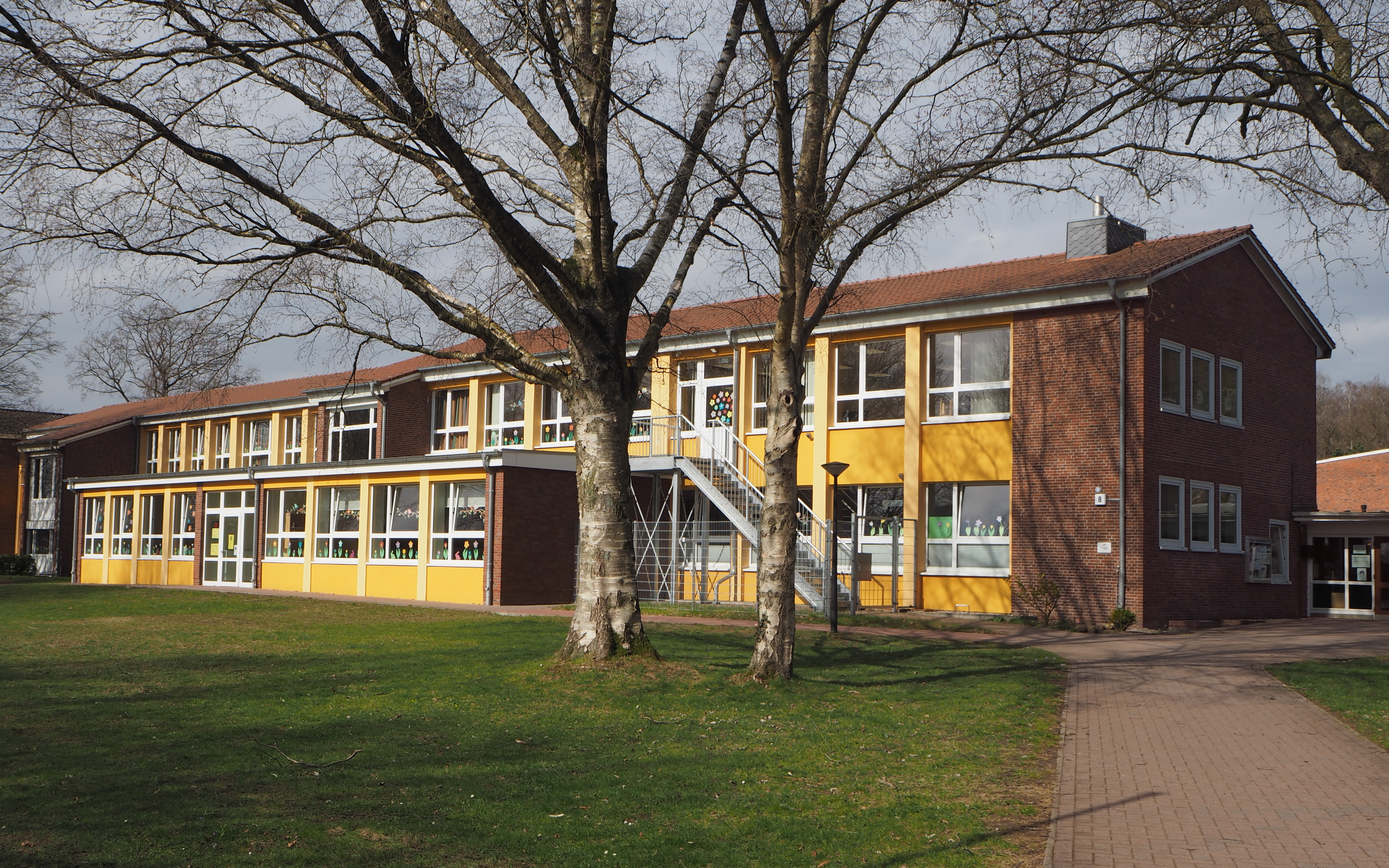
Grundschule Moorrege 2021

1957 wurde an der Klinkerstraße eine neue Volksschule errichtet, die seit 1974 als Grundschule genutzt wird. Gleichzeitig entstand das Schulzentrum mit Haupt- und Realschule am Himmelsbarg.

## Wirtschaft
Die Betriebsstätten der Nordmark-Pharma und der Feldmuehle Uetersen GmbH (ehemals Stora Enso) in Uetersen sind wichtige Arbeitgeber der Gemeinde. Ebenfalls befinden sich im Industriegebiet mehrere Autohäuser und eine überregional tätige Werkzeugschleiferei.
Die Werkzeugschleiferei Kock GmbH ist regional im Kreis Pinneberg und in ganz Norddeutschland tätig. Sie verkauft und schleift Zerspanungswerkzeuge und Holzwerkzeuge, unter anderem für Peter Kölln in Elmshorn.

## Söhne und Töchter der Gemeinde
- August Landmesser (1910–1944), Werftarbeiter, der 1936 bei einer Feier als Einziger in einer großen Menge den Hitlergruß verweigerte
- Alma Würth (1913–2006), Unternehmerin